# 小桜京子
小桜 京子（こざくら きょうこ、1933年〈昭和8年〉5月27日 - 2023年〈令和5年〉6月15日）は、日本の女優、喜劇役者。
前夫は引田天功、娘は声優の引田有美、叔父は柳家金語楼。

## 来歴・人物
兵庫県明石市出身。新宿区立牛込第一中学校卒業。
3歳の時に柳家金語楼にあずけられ金語楼劇団の子役として舞台デビュー。14歳で修業のため3年間付き人をつとめる。1953年、NHKテレビ開局と共にテレビ番組に出演し、1956年に『金語楼劇場・おトラさん』のお豆さん役がヒットする。
以後、快活な喜劇役者として、映画『おトラさんシリーズ』『駅前シリーズ』『恋人と呼んでみたい』などに出演する。舞台やドラマにも出演し、フジテレビのバラエティ番組『ライオンのいただきます』では準レギュラーを務めた。
1964年に引田天功と結婚するも、1970年に離婚した。
2010年代後半以降は『クイズ!脳ベルSHOW』（BSフジ）に準レギュラー格で出演していた。
2023年6月15日、脳梗塞のため死去。90歳没。

## 主な出演作品

### 映画
- おトラさん（1957年、東京映画）
- 負ケラレマセン勝ツマデハ（1957年、東京映画）
- おトラさんのホームラン（1957年、東京映画）
- 花ざかりおトラさん（1958年、東京映画）
- おトラさんの公休日（1958年、東京映画）
- おトラさんのお化け騒動（1958年、東京映画）
- おトラさん大繁盛（1958年、東京映画）
- こだまは呼んでいる（1959年、東宝）
- 続々べらんめえ芸者（1960年、東映映画）
- 誰よりも金を愛す（1961年、新東宝）
- 背広三四郎 花の一本背負い（1961年、東宝）
- 喜劇 駅前団地（1961年、東宝）
- カミナリお転婆娘（1961年、日活）
- 続新入社員十番勝負 サラリーマン一刀流（1962年、東宝）
- 風流温泉・番頭日記（1962年、宝塚映画）
- 喜劇 駅前飯店（1962年、東宝）
- 喜劇 駅前茶釜（1963年、東宝）
- 馬鹿が戦車でやって来る（1964年、松竹大船）
- 喜劇 駅前番頭（1966年、東宝）
- 陽のあたる坂道（1967年、日活）
- ハレンチ学園（1970年、日活）
- 夜遊びの帝王（1970年、東映）
- はじめ（2005年、短編）

### テレビドラマ
- おトラさん（1956年、KR）
- 意見酒（1956年、NTV）
- あんみつ姫（1958年、KR）
- 花ざかり八軒長屋（1959年、CX）
- 雁（1959年、NET）
- にっこり捕物帳（1960年、CX）
- とんとん横丁（1961年、CBC）
- 丹下左膳（1963年、MBS）
- 丸出だめ夫（1966年、NTV）
- 雲の上団五郎一座（1965年、NET）
- 大奥（1968年、KTV / 東映）
- 河童の三平 妖怪大作戦（1968年 - 1969年、NET / 東映） - ガマ令嬢
- プレイガール 第11話「女の武器は小麦肌」（1969年、12CH / 東映）
- 青空にとび出せ! 第18話「ロミオとジュリエットは縞の服」（1969年、TBS / 国際放映）
- だいこんの花（1970年、NET）
- 人形佐七捕物帳 第23話「悲恋短冊」（1971年、NET / 東映） - おしげ
- 飛び出せ!青春 第30話「あなたがいなくなると私は寂しい…」（1972年、NTV / 東宝） - 金子よう子の母
- 寺内貫太郎一家 第7話（1974年、TBS） - しめじ
- 非情のライセンス 第2シリーズ 第20話「兇悪の純愛」（1975年 / 東映） - 珠子
- 特別機動捜査隊（NET / 東映）
  - 第687話「18歳未満お断わり」（1975年）
  - 第751話「金貸し一代」（1976年）
- さわやかな男（1977年、KTV）
- 木曜ゴールデンドラマ「再婚の条件」（1983年、YTV）
- 銀河テレビ小説「花丸銀平」（1984年、NHK） - 栗山とめ
- 火曜サスペンス劇場（NTV）
  - 「致死歩道」（1984年）
  - 「ロープ殺人事件」（1985年）
  - 「殺意の通路」（1991年）
- 特捜最前線 第454話「フラッシュバック! 通り魔を殺した女」（1986年、ANB / 東映）
- あぶない刑事 第17話「不信」（1987年、NTV / セントラル・アーツ） - バーのママ
- ベイシティ刑事 第17話「誘拐犯は二人の刑事!」（1987年、ANB / 東映）
- あきれた刑事 第12話「アイドル誘拐」（1988年、NTV / セントラル・アーツ）
- 男と女のミステリー「真実の証明」（1990年、CX）

### その他の番組
- ロボッタン （TBS、1961年） - ピョンの声[2]
- ライオンのいただきます（フジテレビ） - 準レギュラー
- クイズ!脳ベルSHOW